# 别洛乌索沃 (卡卢加州)
别洛乌索沃（羅馬化：Belousovo）是俄罗斯卡卢加州茹科夫区的城市，位于普罗特瓦河支流德罗奇纳亚河畔。
2004年12月设市。该城2021年人口有10,695人；2010年人口8,412；2002年人口8,515；1989年人口11,886。